# 西长井灵泽王庙
西长井灵泽王庙，位于山西省长治市潞州区老顶山街道西长井村，是一处山西省文物保护单位。
2011年，西长井灵泽王庙公布为长治市郊区文物保护单位。2021年8月4日，西长井灵泽王庙公布为第六批山西省文物保护单位，年代为元、清，古建筑类，编号6-143。